# إذاعة صنعاء
إذاعة صنعاء هي الإذاعة الرسمية اليمنية الأولى وإذاعة البرنامج العام.

## نشأة الإذاعة
بدأ أول بث لها في عام 1947م بمعدل ساعتين ونصف أسبوعيا (يومين في الأسبوع) بجهاز إرسال صغير لا تتجاوز قدرته 13 كيلو وات وكانت البرامج المذاعة كما يلي: القرآن الكريم، أحاديث دينية، تواشيح، ثم تقديم بعض المارشات العسكرية من الموسيقى النحاسية التي خلفها الأتراك بعد رحيلهم من اليمن بالإضافة إلى تقديم بعض الأناشيد على الهواء وأخبار القصر الملكي آنذاك واستمر الإرسال على هذا النحو حتى عام 1948م حين أوقف البث الإذاعي عقب فشل ثورة 1948 إلى أجل غير محدد أو معلوم نظراً للدور الإيجابي الذي قامت به الإذاعة في مؤازرة الثوار واستمر هذا التوقف حتى عام 1955م ما عدا أسبوع في السنة كانت تفتح الإذاعة برامجها احتفاء لما يسمى بـعيد النصر.

### إعادة بث إذاعة صنعاء للمرة الثانية
في العام 1955م وبعد تجارب بدأ إعادة البث على محطات إرسال نوع جنرال اليكتريك موجة قصيرة بقدرة 25 كيلو وات،
حيث افتتح البث الإذاعي للمرة الثانية رسمياً، بمعدل ساعتين يوميا في الفترة المسائية من الساعة السابعة والربع حتى الساعة التاسعة والربع.

### الإذاعة في عصر ما قبل الوحدة
رغم الرقابة الشديدة من قبل نظام الحكم الملكي على الإذاعة قبل الثورة وما تقدمه من فقرات برامجية لكن استطاع كادر الإذاعة حينها أن يسهم في تطور الإذاعة برامجياً وإدارياً. كلما سنحت له الفرصة للتطوير.
أثناء سفر الإمام أحمد إلى إيطاليا عام 1958م قدمت إذاعة صنعاء عدة برامج عن أوجه الظلم والاستبداد في الحكم وما وصلت إليه الدول الأخرى من تطور والتركيز كذلك على ما تعانيه المحافظات اليمنية الجنوبية الواقعة تحت الاحتلال الأجنبي (البريطاني) والمناداة بضرورة خروج المحتل والدعوة لتوحيد اليمن. وفي أثناء ثورة 26 من سبتمبر عام 1962م كانت إذاعة صنعاء الناطق الإعلامي باسمها وقد قامت بإذاعة أول بيان للثورة ومن هذه الإذاعة أذيعت أهداف الثورة كما عملت الإذاعة من خلال برامجها المتنوعة على حماية الثورة والمناداة بتحرير الأجزاء المحتلة من جنوب اليمن وقد أسهمت إذاعة صنعاء من خلال ما قدمته من برامج وحدوية مكثفة ومركزة بدور فاعل في التعجيل بقيام الوحدة وإعلان ميلاد الجمهورية اليمنية والتي أصبحت حقيقة معاشة في عام 1990م.

## تطور ساعات الإرسال الإذاعي
- بدأت إذاعة صنعاء إرسالها البرامجي أواخر عام 1946م وبداية عام 1947م بقدرة 13 كيلو حتى عام 1948م ثم توقفت حتى عام 1955م.
- وفي سنة 1955م بدأ البث على الموجة القصيرة بقدرة 25 كيلو وات.
- وفي سنة 1970م تم إضافة موجة متوسطة بقدرة 30 كيلو وات (محطتين).
- وفي سنة 1974م تم إنشاء محطتين قصيرتين بقدرة 50 كيلو وات.
- وفي سنة 1980م تم إنشاء محطة متوسطة بقدرة 600 كيلو وات.
- وفي سنة 1989م تم إنشاء موجة قصيرة بقدرة 300 كيلو وات وأربع محطات متوسطة بقدرة 200 كيلو وات.
- وفي نهاية سنة 1996م تم إنشاء موجة متوسطة في منطقة الشحر بقدرة 750 كيلو وات.
- وفي بداية سنة 1998م تم إنشاء محطة موجه متوسطة في عدن منطقة الحسوة بقدرة 400 كيلو وات.
- ومحطة في الحديدة، المراوعة، بقدرة 750 كيلو وات.

## الموجات العاملة
- الموجة القصيرة:

مترا بتردد 9780 كيلو هرتز.
- الموجة القصيرة:

49 متراً بتردد 6135 كيلو هرتز.
- الموجة القصيرة:

49 متراً بتردد 5950 كيلو هرتز.
- الموجة المتوسطة:

422 متراً بتردد 711 كيلو هرتز.
- الموجة المتوسطة:

280 متراً بتردد 1071 كيلو هرتز.
- الموجة المتوسطة:

358 متراً بتردد 837 كيلو هرتز.
- الموجة المتوسطة:

298 متراً بتردد 1008 كيلو هرتز.
- الموجة المتوسطة:

252 متراً بتردد 1188 كيلو هرتز.
- الإذاعة تبث أيضاً على موجات الإف إم.

## الخارطة البرامجية
- ساعات البث 24 ساعة

تتضمن الخارطة البرامجية على برامج يومية وأسبوعية والتي تتوزع على النحو التالي:
- - فترة الصباح من الساعة 6 صباحاً وحتى 12 ظهراً.
  - فترة الظهيرة من 12 ظهراً وحتى 6 مساء
  - فترة المساء من الساعة 6 مساء وحتى السادسة صباحاً.
- البرامج:

تتضمن الدورة البرامجية الإذاعية يومياً على أكثر من 89 فقرة ومادة برامجية ويومية وأسبوعية ومواجيز ونشرات إخبارية.
نجدها تتوزع على النحو التالي:
- - برامج يومية حوالي 20 برنامج.
  - برامج أسبوعية تقريبا 23 برنامج لها بداية وإعادة ما عدى 3 برامج نزهة الجمعة، الأطفال، الفترة الصباحية.
  - فقرات غنائية وموسيقية 18 فقرة.
  - فقرات مختلفة تواشيح، فقرات قصيرة توعوية، شعارات.

يتضمن موقع الإذاعة على شبكة الإنترنت توضيح مفصل لمسميات البرامج ومواعيد إذاعتها.
- الخدمة الخبرية:

تقدم إذاعة صنعاء على مدى أربعة وعشرين ساعة خمس نشرات رئيسية وثمانية مواجيز إضافة إلى نشرة محلية ونشرة اقتصادية.
وبرنامج إخباري وهو الحصاد الإخباري الذي يتناول أخبار الأربعة والعشرين ساعة الماضية من وقت بثه في الثانية بعد منتصف الليل.
- - النشرات الرئيسية:
    - النشرة الأولى 8 صباحاً.
    - النشرة الثانية 11 صباحاً.
    - النشرة الثالثة 3 ظهراً وتتبعها المتابعات الإخبارية الأولى.
    - النشرة الرابعة 8 مساء وتتبعها المتابعات الإخبارية الثانية.
    - النشرة الخامسة 11 ليلاً.
    - الحصاد الإخباري الثانية بعد منتصف الليل
    - نشرة الأخبار المحلية تبث الساعة 7 مساء
    - النشرة الاقتصادية تبث الساعة السابعة وخمسة وأربعين دقيقة صباحاً.

  - مواعيد مواجيز الأخبار:

الساعة الرابعة فجراً، الساعة السادسة فجراً، الساعة التاسعة صباحاً، الساعة العاشرة صباحاً، الساعة الثانية عشر ظهراً، الساعة الواحدة ظهراً، الساعة الخامسة عصراً، الساعة العاشرة مساء.
تواكب الإذاعة المناسبات الدينية والوطنية من خلال برامج وأعمال خاصة وخلال هذه الدورة الحالية عدة برامج منوعة وثقافية.

### أبرز المذيعين فيها
تداول على إذاعة صنعاء كوكبة من الإعلاميين اليمنيين أمثال:
- عقيل الصريمي.
- عايدة الشرجبي.
- عبد العزيز الشايف.
- محمد فايع.